# Henry Huff
„Light“ Henry Huff (* 1950; † 25. März 1993 in Chicago) war ein US-amerikanischer Jazz-Multiinstrumentalist.
Huff spielte eine Vielzahl von Instrumenten, darunter Holzblasinstrumente, Harfe, Balaphon, Synthesizer, Schlagzeug und Berimbau. Er arbeitete in Chicago mit Sun Ra, Dee Alexander, Rita Warford, Sherri Scott und Malachi Favors. Huff spielte regelmäßig in der Formation Breath (mit Yosef Ben Israel und Avreeyal Ra) und war Mitglied des Ethnic Heritage Ensemble um Kahil El’Zabar, zu hören auf den beiden Alben Three Gentlemen from Chicago (1981) und Impressions (1982). Er starb mit 42 Jahren an einer Lungenerkrankung. Die Sängerin Dee Alexander widmete ihm ihr C U on the Other Side.